# スリムクラブ
スリムクラブは、吉本興業（東京本社）所属のお笑いコンビ。2005年2月結成。共に沖縄県那覇市出身。M-1グランプリ2010準優勝、日清食品 THE MANZAI 2011、M-1グランプリ2016ファイナリスト。

## メンバー
真栄田 賢（まえだ けん、1976年3月1日 - ）（49歳）
主にボケ・ネタ作り担当。
身長184 cm、体重85 kg。血液型はB型。
既婚者。那覇市立真和志中学校、沖縄県立首里高等学校、3浪、3年の留年を経て琉球大学教育学部卒業。大学では小学校、中学校、高等学校の各教育職員免許状（中、高は保健体育科）を取得。
実父はちんすこう製造工場の工場長、実母は保険会社勤務。父方の親戚に仲本工事（真栄田の祖母と仲本の祖母が親戚）、はとこに横峯さくらがいる（真栄田の父と横峯良郎がいとこ）。
5歳の時に双子として産まれた弟たちがいたものの、この弟たちは共に生後間もなく亡くなる。その3年後に出来た弟も流産しており、実家ではこの弟たちについて話すことはなかったという。
「アーリー」というあだ名の彼女（後の妻）と同棲しており、彼女を番組内で紹介したことがある。2011年9月28日、結婚を発表。
特技はラグビーで、高校時代にラグビー沖縄県選抜（ポジションはNo.8）として国体にも出場経験がある。その後も市町村選抜として沖縄県の社会人ラグビー選手権に招待されるほどで、そのための体作りは欠かさず行なっているとのこと。現在ではジャパンラグビートップリーグの試合のゲストにコンビで何回か招かれるなどしている。また、JSPORTSの番組『海外ラグビーナビ』のナビゲーターも担当している。
かすれたような独特の声質は本人曰く「声変わりに失敗した」ことによるもの。小学校時代、かくれんぼの際に大きな声で「理科室!」と叫んだことが原因らしい。2015年1月7日放送の『水曜日のダウンタウン』（TBSテレビ）では、ラグビー中にのどにタックルを受けて舌骨を骨折したことが原因だと述べている。
相方・内間とコンビを組む以前は、オリジンに所属しピン芸人として活動。その後は内間の後を追う形で上京し、吉本に入った。その時期は2005年と遅く、既に事務所へ入っていた内間の紹介を経て所属している。沖縄での活動経験を考慮した上での事務所直入であったためNSCでの授業は受けていないが、東京校8期および大阪校25期出身と同期扱いとされている。
中学時代の同級生に漫画家の島袋光年がいる。
2015年1月30日放送分の『探偵!ナイトスクープ』（朝日放送テレビ）では降板した長原成樹の跡を継ぎ、彼が演じていた2代目ガオーさんに就任した。内間がかなりの天然であるためしっかりした印象を持たれがちだが、実は浮気癖が凄まじく結婚後も100回以上不倫していた。パンサーや平成ノブシコブシ、ピースを「（面白くないのに）イケメンというだけでテレビに出ている」と名指しで批判したり、沖縄の先輩でもあるゴリ（ガレッジセール）との確執を公に明かしたりと、内間とは対照的に毒気の強い気性。
母はテレビドラマ『新・だいこんの花』にエキストラとして出演したことがある。

内間 政成（うちま まさなり、1976年6月19日 - ）（49歳）
主にツッコミ担当。
身長180.6 cm、体重66 kg。血液型はB型。
既婚者。交際7年を経て2009年に結婚した妻は、宮城県仙台市出身の元客室乗務員（キャビンアテンダント）。2011年4月3日第1子女児誕生。
那覇市立石田中学校、沖縄県立首里東高等学校、2浪を経て琉球大学法文学部卒業。
相方・真栄田とコンビを組む以前はオリジンに所属し、ピン芸人「コットン内間」として活動。その後はNSC東京校へ8期生として入学し、幾度ものコンビ解散を経験した。
非常に穏やかな気性であり、真栄田曰く「こいつのポワ〜ンとした雰囲気だけでコンビ組んでる」。スリムクラブと知り合いの3人で飲んでいた際に、その知り合いから散々バカにされたにも拘らず怒らなかったため真栄田に「お前、怒らなさすぎるんだよ!!」とキレられた。
真栄田曰く「天然」で、よくハプニングを起こす。プライベートではボケ・ツッコミが逆転しているとされる。『M-1グランプリ2009』で初めて準決勝に進出し、それに向けて彼のトレードマークである「ヒゲ」を題材にしたネタを作ったが、当日になって内間がヒゲを剃ってきてしまい困ったとのこと。テレビでの漫才中にネタを飛ばし「もういいよ!」と勝手に終わらせようとしてしまい、真栄田が慌てて止めたことがある。
幼少時代は実母が大変厳しく、例えば内間が野球をやりたいと言っても「不良がやるものだからダメ」と突っぱねられ、将棋をやりたいと言っても「将棋はおじさんがやるものだからダメ」と断られ、さらにテレビは視力が悪くなるからと15歳まで禁止された（内間がテレビを見ないよう、母はテレビのコードをハサミで切っていた）と語っている。また、この母からの教育の影響で真栄田と出会うまでは本心を喋れず、心を閉ざしてしまっていた。その後、真栄田の働きかけもあって「自分」を取り戻せたという。真栄田は当時の内間について「（内間は）自分の気持ちを言うと怒られると思っていたので、気持ちにロックがかかっていたのです。『本当の気持ち』と遠い人生を送ってきたのですが、時間をかけてリハビリしてきました。『お前でいい、お前でいい』と僕は言い続けてきました。週4で飲みに行ってるんですよ。飽きないですよ」と語っている。

## 来歴
正式にコンビを組んだのは2005年2月であるが、当初は2人ともオリジンに所属しており各々がピン芸人として活動していた。
琉球大学在学中に2人は知り合う。高校までは真栄田が一学年先輩であったが大学受験の際に内間が二浪、真栄田は三浪。大学へは共に同期として入学した。出会いは入学してひと月経った頃に真栄田の友人が「面白いやつがいる」と内間を引き合わせたのがきっかけであり、その後はクラブへ飲みに行ったり、一緒にナンパしたりなど親交を深めた。大学付近の飲み屋街を2人で歩いていた際、単色のキレイな吐瀉物を見つけた内間の「この人、一品しか食べてない」という何気ない一言に真栄田は彼の人柄を既に垣間見ていたものの、この頃は単なる飲み友達という間柄でしか無かった。
その後に真栄田はプロレス同好会へ入り、マサ斎藤をもじった「マサ最高」というリングネームで活動。当時は身内以外の観客も笑わせていたため自分の笑いは外でも通用するのではといった想いを抱き始め、大学3年時に当時まだ設立して間も無かったオリジンのオーディションを受けるも落選してしまう。しかし当時は所属タレントも少なく、オーディションに落ちた芸人たちにも見習い期間を設ける形で事務所が面倒を見ており、真栄田はピン芸人として事務所主催ライブへの出演を果たし徐々に頭角を現す。デビュー当初は、以前からのファンであった陣内智則を意識した正統派のコントを披露していた。
真栄田のネタを観客として見ていた内間は真栄田に感化されてオリジンへ入所し、ピン芸人「コットン内間」としてデビュー。全くネタのウケない日々が続く中、その翌年に無謀にも東京進出を思い立ちオリジンを退所。NSCに東京校8期生として入学し一足先に東京進出を果たす。その頃、沖縄出身ながら東京で頭角を現していたキャン×キャンに感化される形で内間の東京進出からおよそ3年後、真栄田もオリジンを退社し上京。
東京で活動する際には再び事務所へ所属しなければならないと思った真栄田は、手始めに既に吉本興業で活動していた内間と連絡を取る。その時に内間からコンビ結成の提案を持ち掛けられ、事務所を探していた真栄田はその交渉をとりあえず承諾。しかし、「みんな高い金払って、1年間頑張って吉本に入ってんだ。お前だけ金も時間もカット出来るか。お前、何様なの?」といった旨をNSCの校長に切り出され吉本入りを断られかけるも、真栄田は引き下がらず今までの沖縄での仕事の話などで3時間粘って交渉し、特別に吉本入りを許可された。そのためNSCへ通っているのは内間のみであり、真栄田はそういった経緯から内間と同じNSC東京校8期と同期扱いとされている。
内間は東京進出から既に5～6回コンビを解消しており真剣に引退を考え始めていた頃だったが、吉本入りを果たし意気揚々としていた真栄田と2005年2月を以て正式にコンビ結成。親しい仲間たちとコンビ名を考えていた時、語感が良く売れそうな言葉として「スリム」を選んでその仲間たちを「クラブ」と考え、それらを足して「スリムクラブ」としたのが由来。
2007年秋頃、真栄田の扮する「快物フランチェン」というコントでお笑い番組『エンタの神様』（日本テレビ）に出演。当初は真栄田のみ出演する予定であったが、後から演出の都合でフランチェンに指令を出す博士役が必要となり、内間も声のみという形ながら出演する事となった（しかし、番組内の芸人紹介シーンでのみフランチェン役の真栄田の後ろから素顔を見せていた）。
エンタの仕事が定期的に入るようになった影響から月収は数万から一気に50万ほどに跳ね上がったものの、2008年の冬に出演が打ち切られることとなってしまう。また、当時は「エンタ縛り」という他の番組に出てはいけない制約があったのも災いし、一気に仕事が激減。以降、2人はこれまで以上に真剣なネタ作りへ励むようになり、『M-1グランプリ2009』や『キングオブコント2010』にて準決勝まで進出する。
2010年、『M-1グランプリ2010』で初の決勝進出を果たす。笑い飯との優勝争いの末に準優勝を納め、これを機に人気・知名度が上昇した。2011年には真栄田が『R-1ぐらんぷり2011』で決勝へ進出し、同年に開催された『日清食品 THE MANZAI 2011』でも決勝進出。『M-1』復活後、2016年の『M-1グランプリ2016』では2大会ぶりに決勝へ返り咲いた。
2019年6月27日、2016年にヘリカルプロモーション所属のものまねタレント・バンドー太郎の仲介で「飲食店オーナーの誕生日パーティー」に出席したが実際は暴力団関係者の会合だった上、いわゆる「闇営業」で吉本を通さず出席の対価として金銭を受け取っていた事実が判明し、無期限活動自粛処分を受けた。同年8月9日、活動自粛処分が同月19日をもって解除されることが報告。なお、その後も真栄田にとって唯一のレギュラー番組であった『探偵!ナイトスクープ』の出演は見送られていたが、2020年4月10日放送分より番組へ復帰した。
2021年1月4日、2020-2021ジャパンラグビートップリーグアンバサダーに就任。

## エピソード
- 『M-1グランプリ2009』で準決勝進出の際、審査員を務めていた放送作家の前田政二から「今年はムリ。ただ1年しっかりやってくれば来年は決勝にいける」と激励された。翌年の『M-1グランプリ2010』では沖縄県出身として初の決勝進出。独特の間によるスローテンポなネタが話題を呼び、準優勝を果たした。審査員の松本人志（ダウンタウン）に「時間が惜しくないのかと思った」と評されるほどセリフの少ないネタは、NON STYLEやオードリーに代表されるハイテンポな漫才の流行とは一線を画すものだった。また、ファーストラウンドで3番目にネタを披露し最終決戦に進出したコンビは彼らが初であった（2017年にとろサーモンが最終決戦進出および優勝を果たすまでは彼らが唯一）。
- なお、真栄田は『M-1グランプリ2010』のファイナリスト会見で「漫才の持ちネタが1本しかない」「最終決戦は親父の4分のめちゃめちゃいい話があるのでご期待下さい」とボケた。ちなみに2回戦の時点で真栄田は「松本人志さんから96点取ります」とコメントし、実際に決勝戦のファーストラウンドで披露したネタに松本は「96点」をつけた。点数を見た瞬間、真栄田は眼に涙を浮かべていた。最終決戦では「笑い飯さんに4対3で勝つ」とイメージしていた[31]が、結果は逆に3対4で敗れた。その後、出演した『ダウンタウンDX』『リンカーン』では松本が票を入れてくれなかったことを未だに根に持っているとコメントしていた。
- 『R-1ぐらんぷり2011』では、真栄田が2本目のネタ（新幹線で向かいの席に座られたら困る男）を披露するも敗退が決定した後、審査員の板尾創路から「テレビでやることではないですね。家でやってください」と冷めたコメントをされた。

## 芸風
- 主にコント。下記のようなキャラクターが代表的であり、基本的にスローテンポなネタが多い。
- 漫才は独特の間と真栄田のシュールなボケによるスローテンポなスタイルで、コントのネタを漫才に作り替えている。『R-1ぐらんぷり2011』2本目のネタである「新幹線で向かいの席に座られたら困る男」も、コントでのネタを1人コントに作り替えたもの。発言しそうな素振りをしておきながら、あえて発言しない長い間と極めて少ない台詞量から『M-1グランプリ2010』決勝でも「あれは漫才なのか」という意見まで出た[注 1]が、それについて真栄田は「漫才の定義はないんじゃないかと僕自身は思ってるんで、それで議論するのもどうなんだと思いますね。まあ、ジャルジャルはコントです(笑)」と語っている（コントをベースにした漫才はルール上認められている[31]）。審査員でもあった中田カウス（中田カウス・ボタン）は「ふたりがモノを持たずに出てきてマイクの前でしゃべってお客さんを笑わせればそれが漫才」と語っている[31]。
  - 漫才では最初に真栄田が観客に「お疲れ様です」「見に来てくれてありがとうございます」などと挨拶してから「そんなわけでね…」と唐突に話題を切り替えて設定へ入ろうとし、内間に「話下手ですね」とツッコまれることが多い。

### ザ・タカシ
『ヨシモト∞』などで真栄田が演じるキャラクター。青いタンクトップにハーフジーンズ、サングラスにとても大きなリーゼントという格好。的外れな言動で、見ず知らずの相手（内間）をいつも振り回す。内間も何度か同じ格好をしたことがある。真栄田が長年育ててきたキャラであり、漫才でも演じている。しかしこのコントで内間は真栄田を「変態」呼ばわりするが、漫才ではしない。コンビ結成当初は『M-1』にもザ・タカシの衣装で出場していた時期もあり、真栄田曰く「失礼な奴らでした(笑)」。
真栄田のリーゼントのようなカツラはトヨタ・セルシオのアームレストをモチーフとしており、かつて真栄田が仲間内で「即興ギャグ大会」をやった際に一番ウケた他人のギャグをキャラ作りに活かしたもの。

### 快物フランチェン
『エンタの神様』での真栄田のキャラ。フランケンシュタインに登場する怪物をモチーフに「ザ・タカシ」をアレンジしており、丸いサングラスをかけている。内間演じる博士から指示されたことを行おうとするが、いつもズレたことをしてツッコまれる（たまに厳しめのツッコミも入れられる）。序盤はほぼ必ずと言っていいほど他の芸人・タレントのネタやギャグが入っていた。最後は頭や胸や股間を強く打って思考停止となり「思考停止…パニッパニ、パニッパニ、パニパニパニック、パニッパニ、パニッパニ、パニパニクニッパ!」と踊りながら（後半で違う言葉を発することも）終わる。オチは博士の「次回もお前の力を見せてくれるか?」の問いかけに対し「いぃよ!」と答えつつ終了。また、人造人間という設定である。2008年11月以降は登場しなくなった。
内間は紹介画面（キャッチフレーズ）のみに登場し、フランチェン役の真栄田の後ろで顔出ししていた。ハーモナイザーで低く変えた声のみの出演でステージ上に登場することはなかったが、2008年11月8日放送の最後の出演で初めてステージ上に登場した。
オープニングで使用している曲は、プリンスの「Black Sweat」。
『エンタの神様』に出演していた当時のギャラは最高で月50万円であったという

### 不思議なおじさん
「千鳥のクセスゴ!」内で披露している真栄田のキャラクター。帽子に丸いサングラス、タンクトップと短パン姿で靴は履いていない（トレンチコートを羽織ることもある）。身体には人形か抱っこ紐が巻きつけてある。日常生活で間違いを犯した内間の前に現れ、人生において大事な名言を残す。携帯電話に向かって「お父さんお母さんごめんなさい!」と世の中や親への憎しみを叫び、最後は皆がうっすら思っていることを代弁する形でシメる。

## 評価
- 放送作家の倉本美津留は「M-1のネタはコントベースらしいが、こういうスーツを着て漫才をやることがもっとも型に合っていたんじゃないか」と述べている[34]。
- 2007年の『M-1』王者である富澤たけし（サンドウィッチマン）は共演した番組で彼らのネタを見た時からその実力には目をつけており、2010年の『M-1』の優勝コンビを「スリムクラブか笑い飯」と予想していた。大会後自身のブログで「『テンポよく、ボケの手数を多く』というM-1での勝ち方をひっくり返すほどの『ゆっくりした間の面白い漫才』が現れた時にM-1は変わるだろうがしばらくそんな漫才は現れないと思っていた。ところが意外と早めに現れた。それをやってのけたのがスリムクラブだ。あの間をもたすことのできる2人の演技力は相当なものだ。早い漫才は努力でモノにできる可能性は高い。だが、スローテンポでも面白い漫才はキャラクターやセンス、そして何より勇気が必要だ」と彼らの芸風を高評価した[35]。
- その一方、映画監督の井筒和幸は彼らのコントを「プロ根性が見られない」という理由で酷評したこともある[36]。

## その他
- 無名時代、沖縄県出身ということで映画『南の島のフリムン』に数秒ながら出演している。真栄田と諸見里大介が言い合うシーン（お互い何を言っているか分からないというオチ）は監督・ゴリのお気に入り[37]。持ちネタ「いぃよ!」も披露している。
- 芸歴は沖縄でのアマチュア時代の1997年からではあるがコンビとしての吉本所属は2005年からのため、吉本所属の芸人には同い年や年下の先輩が多く存在する。吉本では先に入ったタレントが先輩というルールのため、芸歴があっても吉本へ入社すればこれまでの芸歴はカウントされず一からのスタートとなるためである。吉本以外の芸人では1997年デビューの芸人が同期となる。そのため、吉本芸人と非吉本芸人で同期が大きく異なる。
- 「お笑い第五世代」にあたるコンビであるが、この世代の芸人を数多く輩出した『爆笑オンエアバトル』には結成してから一度も出場の機会に恵まれなかった。ちなみに『オンバト』と『M-1』の放送時期がほぼ重なっている2001 - 2010年大会までに出場した『M-1』ファイナリストの中で『オンバト』に出場経験のないコンビはスリムクラブの他に南海キャンディーズ[注 3]、変ホ長調[注 4]、サンドウィッチマンの3組しかいない。
- 舞台の出囃子はジュディ・オング「魅せられて」。

## 賞レース成績・受賞歴など

### M-1グランプリ
| 年     | 結果         | エントリーNo. | 決勝戦キャッチコピー   | 備考                       |
| ------ | ------------ | ------------- | ---------------------- | -------------------------- |
| 2007年 | 3回戦敗退    |               |                        |                            |
| 2008年 | 2回戦敗退    |               |                        |                            |
| 2009年 | 準決勝敗退   |               |                        |                            |
| 2010年 | 決勝2位      | 4802          | 無印（ノーマーク）島人 | ファーストラウンド 3位通過 |
| 2015年 | 準々決勝敗退 | 2829          |                        |                            |
| 2016年 | 決勝8位      | 2453          | 一撃必殺               |                            |
| 2017年 | 準々決勝敗退 | 2469          |                        |                            |
| 2018年 | 準々決勝敗退 | 2909          |                        |                            |
| 2019年 | 準々決勝敗退 | 2527          |                        |                            |
| 2020年 | 準々決勝敗退 | 2618          |                        | ラストイヤー、特例シード   |

### その他
- 2010年 キングオブコント2010 準決勝敗退
- 2011年 R-1ぐらんぷり2011 決勝 ベスト4（真栄田）
- 2011年 第11回ビートたけしのエンターテインメント大賞 日本芸能大賞
- 2011年 日清食品 THE MANZAI 2011 決勝大会敗退
- 2012年 日清食品 THE MANZAI 2012 本戦サーキット敗退
- 2023年 THE SECOND 〜漫才トーナメント〜2023 開幕戦ノックアウトステージ32→16敗退
- 2024年 THE SECOND 〜漫才トーナメント〜2024 選考会敗退

## ライブ
- ヨシモト∞ - 「ザ・タカシ」というキャラクターを中心に、二人揃って「AGE AGE LIVE - ウェイバックマシン（2007年7月4日アーカイブ分）」に出演。
- 神保町花月 - 「クリープ（2007年7月28日 - 8月3日）」「4.5階の狂気（2007年8月25日 - 30日）」「コーポきよはる804（2007年10月30日 - 11月4日）」「ことのは（2008年2月26日 - 3月2日）」「ミセス・ダディー（2008年3月28日 - 30日）」に素顔で出演。
- 新宿7キャンプシアター（2008年7・8月、大久保公園特設テント） キングコング班「ドーナツ博士とGO!GO!ピクニック」

## 出演作品

### テレビ番組

#### 現在出演中の番組
- 探偵!ナイトスクープ（朝日放送テレビ、2013年10月4日 - 2019年6月21日、2020年4月10日 - ）真栄田のみ、内間も数回出演
- レースキニナルGT（J SPORTS、2025年4月6日 - ) - MC

#### 過去に出演した番組
- 笑ってe!zan（琉球放送、2001年5月7日 - 2002年）- 真栄田のみ。
- エンタの神様（日本テレビ）-「フランチェン」というキャラクターで出演。キャッチコピーは「躍れ!快物フランチェン」。
- エンタの天使（日本テレビ）-キャッチコピーは「さらば!快物フランチェン」。
- 出張!レッドカーペット（フジテレビ）
- VS嵐
  - 2012年5月10日 嵐チーム プラスワンゲスト
  - 2013年2月14日 嵐チーム プラスワンゲスト
  - 2013年9月12日 嵐チーム プラスワンゲスト
- あらびき団（TBS）「Sa:Japan」としての出演もあり。
- お笑いさぁ〜ん（日本テレビ）-「おつなぎさぁ〜ん」コーナー
- 板尾ロマン（テレビ東京） - レギュラー
- PON!（日本テレビ、2012年4月3日 - 2013年3月26日）- 火曜日コメンテーターならび突撃芸人としてレギュラー出演
- マツコ&有吉 かりそめ天国（テレビ朝日、2017年5月3日 - ）内間のみ、VTRコーナー出演

#### その他
- Let's天才てれびくん（NHK教育、2015年9月9・10日） - 真栄田のみ、ぱんがやしゃーん （声の出演）

ほか多数

### ウェブテレビ
- HITOSHI MATSUMOTO presents ドキュメンタル Documentary of Documental（2017年、Amazonプライム・ビデオ）- シーズン1出演（内間のみ）
- HITOSHI MATSUMOTO presents ドキュメンタル（2018年、Amazonプライム・ビデオ）- シーズン6出演（真栄田のみ）
- トークサバイバー!ラスト・オブ・ラフ（2024年9月3日、Netflix）- ドラマパート出演（真栄田のみ）
- 最強新コンビ決定戦 THE ゴールデンコンビ（2024年10月31日、Amazonプライム・ビデオ）-（真栄田のみ)[40]

### テレビCM
- スティールダイバー（任天堂） - 2011年3月
- ジョージア エメマンバトル（日本コカ・コーラ） - 2011年4月
- モンスターハンター3G（カプコン） - 2011年11月 NMB48の山田菜々、福本愛菜、小笠原茉由と共演。
- ほっともっと（プレナス）新・幕の内弁当 - 2011年11月 桂三枝（現・桂文枝）と共演。
- クリンレディ（クリナップ） - 2012年2月（声のみの出演）

### 映画
- ばんたが島（2023年12月1日） - 真栄田のみ[41]
- TOKYO SKY STORY（2013年5月23日） - 特別出演
- 老後の資金がありません（2021年10月30日） - 刑事 役